# Roscoe Karns
Roscoe (Lewis) Karns est un acteur américain, né à San Bernardino (Californie) le 7 septembre 1891 et mort à Los Angeles (Californie) le 6 février 1970.

## Biographie
Roscoe Karns débute au cinéma en 1915 (quatre films muets) et tourne régulièrement jusqu'en 1948, avant deux derniers films en 1958 et 1964. Au total, il participe à 144 films américains, deux de ses plus connus étant New York-Miami (1934), avec Claudette Colbert et Clark Gable, réalisé par Frank Capra, et La Dame du vendredi (1940), avec Rosalind Russell et Cary Grant, réalisé par Howard Hawks — pour lequel il tourne en tout quatre films, y compris son ultime en 1964 six ans avant sa mort des suites d'un cancer —.
À la télévision, il participe à quelques séries entre 1950 et 1963.
Au théâtre, Roscoe Karns joue à Broadway dans une pièce de Frank Gill Jr. et George Carleton Brown, School for Brides, représentée 375 fois en 1944-1945.

## Filmographie partielle

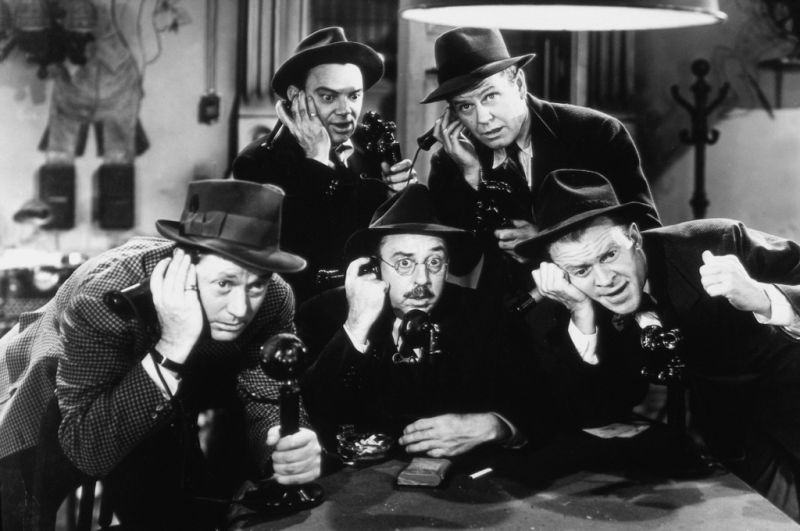
Autre vue de La Dame du vendredi (1940) avec, de gauche à droite : Roscoe Karns, Cliff Edwards, Porter Hall, Regis Toomey et Frank Jenks

- 1919 : Poor Relations de King Vidor
- 1919 : Brides for Two de William Beaudine
- 1919 : Sally's Blight Career d'Al Christie
- 1919 : Oh, Susie, Be Careful de Scott Sidney
- 1920 : Fatty candidat de Joseph Henabery
- 1920 : L'Honneur de la famille (The Family Honor), de King Vidor
- 1922 : Le Scrupule (en) (Her Own Money) de Joseph Henabery
- 1922 : La Conquête d'une femme (Conquering the Woman), de King Vidor
- 1923 : Other Men's Daughters de Ben F. Wilson
- 1923 : Les Dix Commandements (The Ten Commandments) de Cecil B. DeMille
- 1923 : Down to the Ship to see d'Albert Herman
- 1924 : The Foolish Virgin de George W. Hill
- 1924 : Bluff de Sam Wood
- 1924 : The Midnight Express de George W. Hill
- 1925 : Dollar Down de Tod Browning
- 1926 : You'd Be Surprised d'Arthur Rosson
- 1927 : Le Chanteur de jazz (The Jazz Singer) d'Alan Crosland
- 1927 : Ten Modern Commandments de Dorothy Arzner
- 1927 : Ritzy réalisé par Richard Rosson
- 1927 : Les Ailes (Wings) de William A. Wellman
- 1928 : Le Spahi (Beau Sabreur) de John Waters
- 1928 : Pan dans le mille (Warming Up) de Fred C. Newmeyer
- 1928 : La Piste de 98 (The Trail of '98) de Clarence Brown
- 1928 : Win that Girl de David Butler
- 1928 : La Fiancée du désert (The Desert Bride) de Walter Lang
- 1928 : Moran of the Marines de Frank R. Strayer
- 1928 : Le Rêve immolé (The Shopworn Angel) de Richard Wallace
- 1928 : The Vanishing Pioneer de John Waters
- 1928 : Épouvante (Something Always Happens) de Frank Tuttle
- 1928 : Les Mendiants de la vie (Beggars of Life) de William A. Wellman
- 1929 : L'Escadre volante (The Flying Fleet) de George W. Hill
- 1929 : Les Nuits de New York (New York Nights) de Lewis Milestone
- 1930 : Trois de la cavalerie (Troopers Three) de B. Reeves Eason et Norman Taurog
- 1930 : Safety in Numbers de Victor Schertzinger
- 1930 : Man Trouble de Berthold Viertel
- 1930 : The Costello Case de Walter Lang
- 1930 : The Gorilla de Bryan Foy
- 1931 : La Pécheresse (Laughing Sinners) d'Harry Beaumont
- 1931 : Left Over Ladies d'Erle C. Kenton
- 1931 : Le Dirigeable (Dirigible) de Frank Capra
- 1932 : Si j'avais un million (If I had a Million), film à sketches de James Cruze, H. Bruce Humberstone, Ernst Lubitsch...
- 1932 : Voyage sans retour (One Way Passage) de Tay Garnett
- 1932 : Play Girl de Ray Enright
- 1932 : Lawyer Man de William Dieterle
- 1932 : Week-End Marriage de Thornton Freeland
- 1932 : Two Against the World (en) d'Archie Mayo
- 1932 : Nuit après nuit (Night after Night) d'Archie Mayo
- 1932 : The Crooked Circle (en) d'H. Bruce Humberstone
- 1933 : Après nous le déluge (Today we live) d'Howard Hawks
- 1933 : Grand Slam de William Dieterle
- 1933 : A Lady's Profession (en) de Norman Z. McLeod
- 1933 : One Sunday Afternoon de Stephen Roberts
- 1933 : Alice au pays des merveilles (Alice in Wonderland) de Norman Z. McLeod
- 1933 : The Women in his Life de George B. Seitz
- 1934 : Les Gars de la marine (Come on Marines) de Henry Hathaway
- 1934 : Shoot the Works de Wesley Ruggles
- 1934 : Train de luxe (Twentieth Century) d'Howard Hawks
- 1934 : Elmer and Elsie de Gilbert Pratt
- 1934 : I sell anything (en) de Robert Florey
- 1934 : New York-Miami (It happened one Night) de Frank Capra
- 1935 : Les Ailes dans l'ombre (Wings in the Dark) de James Flood
- 1935 : Two-Fisted de James Cruze
- 1935 : Sixième Édition (Front Page Woman) de Michael Curtiz
- 1935 : Alibi Ike de Ray Enright
- 1935 : Ultime Forfait (Four Hours to Kill!) de Mitchell Leisen
- 1936 : Caïn et Mabel (Cain and Mabel) de Lloyd Bacon
- 1936 : Woman Trap d'Harold Young
- 1936 : Corsaires de l'air (Border Flight) d'Otho Lovering
- 1936 : Three Married Men d'Edward Buzzell
- 1937 : On Such a Night d'Ewald André Dupont
- 1937 : Clarence de George Archainbaud
- 1937 : Murder goes to College de Charles Reisner
- 1937 : Night of Mystery d'Ewald André Dupont
- 1938 : Casier judiciaire (You and Me) de Fritz Lang
- 1938 : Thanks for the Memory de George Archainbaud
- 1938 : Scandal Street (en) de James Patrick Hogan
- 1938 : Dangerous to Know de Robert Florey
- 1938 : Tip-Off Girls de Louis King
- 1938 : Campus Confessions de George Archainbaud
- 1939 : Double Alibi (titre original) de Phil Rosen
- 1939 : Le Roi de Chinatown (King of Chinatown) de Nick Grinde
- 1939 : Dancing Co-Ed, de S. Sylvan Simon
- 1939 : That's Right - You're Wrong de David Butler
- 1940 : Saturday's Children de Vincent Sherman
- 1940 : Meet the Missus de Malcolm St. Clair
- 1940 : La Dame du vendredi (His Girl Friday) d'Howard Hawks
- 1940 : Une femme dangereuse (They drive by Night) de Raoul Walsh
- 1941 : Des pas dans la nuit (Footsteps in the Dark) de Lloyd Bacon
- 1941 : Petticoat Politics d'Erle C. Kenton
- 1941 : Black Eyes and Blues de Jules White
- 1941 : Half Shot at Sunrise de Del Lord (court métrage)
- 1942 : Yokel Boy de Joseph Santley
- 1942 : La Femme de l'année (Woman of the Year) de George Stevens
- 1942 : Road to Happiness de Phil Rosen
- 1942 : A Tragedy at Midnight de Joseph Santley
- 1943 : My Son, the Hero (it) d'Edgar Georg Ulmer
- 1943 : L'Impossible Amour (Old Acquaintance) de Vincent Sherman
- 1943 : La Sœur de son valet (His Butler's Sister) de Frank Borzage
- 1943 : Riding High de George Marshall
- 1943 : Le Cabaret des étoiles (Stage Door Canteen) de Frank Borzage
- 1944 : Le Troubadour de Broadway (Minstrel Man) de Joseph H. Lewis
- 1946 : One Way to love de Ray Enright
- 1946 : I ring Doorbells de Frank R. Strayer
- 1946 : Avalanche (en) (titre original) d'Irving Allen
- 1947 : Vigilantes of Boomtown de R. G. Springsteen
- 1947 : Le Bébé de mon mari (That's my Man) de Frank Borzage
- 1948 : The Inside Story d'Allan Dwan
- 1948 : Texas, Brooklyn & Heaven de William Castle
- 1958 : Cuistots en virée (Onionhead) de Norman Taurog
- 1964 : Le Sport favori de l'homme (Man's Favorite Sport ?) d'Howard Hawks